# Homer's Enemy
Homer's Enemy, llamado El enemigo de Homer en España y El enemigo de Homero en Hispanoamérica, es el vigesimotercer episodio de la octava temporada de la serie de dibujos animados Los Simpson, estrenado en Fox Network el 4 de mayo de 1997. Fue dirigido por Jim Reardon y escrito por John Swartzwelder, aunque la idea original fue de Bill Oakley.
Homer's Enemy es el capítulo preferido de varios miembros del equipo de producción, incluyendo a Oakley, Josh Weinstein, Matt Groening y también al comediante Ricky Gervais, creador de la serie británica The Office. Aunque Frank Grimes aparece solamente en este episodio, luego fue nombrado uno de «Los 25 mejores personajes secundarios de Los Simpson» por IGN.

## Sinopsis
El episodio comienza con el programa de televisión del Canal Seis Kent's People, donde el periodista Kent Brockman relata la historia de Frank Grimes, «un hombre que ha tenido que luchar por todo lo que tiene en la vida». Al ver el programa, Montgomery Burns, el dueño de la planta de energía nuclear de Springfield, le ordena a su ayudante Waylon Smithers que contrate a Grimes como vicepresidente ejecutivo. Sin embargo, al día siguiente, emiten una nueva historia sentimental sobre un perro heroico, al cual Burns decide nombrar vicepresidente ejecutivo en una situación similar. Debido a esto, Burns ya no se encuentra impresionado por Frank Grimes al recibirlo y lo asigna como un trabajador más. Es así como Frank termina siendo ubicado en el sector 7G de la planta de energía nuclear, donde entra en contacto con Homer Simpson, con quien se enfrentará rápidamente por su irresponsabilidad y falta de ética laboral. 
Mientras tanto en una trama secundaria, Bart se aburre durante una visita al Ayuntamiento de Springfield y termina comprando una vieja fábrica abandonada en 35 Industry Way mediante una subasta, por el valor de un solo dólar. Más tarde en el episodio, contrata a Milhouse y lo deja como guardia durante la noche. Cuando regresa a la mañana siguiente, el edificio se ha derrumbado.
A pesar de su recelo, Grimes salva a Homer de beber de forma inadvertida un matraz de ácido sulfúrico, golpeándole en el brazo y arrojando el recipiente contra una pared. El ácido hace un agujero en la pared y en ese mismo instante el señor Burns aparece paseando por el pasillo con el perro. Al ver el agujero, y sin llegar a enterarse de que Grimes reaccionó para salvar la vida de su compañero, Burns castiga a Grimes por la destrucción y el desperdicio de ácido reduciéndole el salario. Grimes, enfadado, acude al lugar de trabajo de Homer y se declara desde ese momento como su enemigo.
En un intento por recomponer la relación Homer invita a Grimes a cenar a su casa. Sin embargo, al ver el nivel de vida de Homer y el aparente éxito de su familia, el resentimiento y envidia de Grimes aumenta aún más. Al día siguiente, Homer se esfuerza para parecer un empleado modelo pero su trabajo es en vano. Grimes habla mal de Homer ante Lenny y Carl pero ambos insisten en que Homer es una persona decente. Frank, decidido a desacreditar a Homer, lo induce a participar en un concurso de diseños de plantas nucleares, ocultándole que el concurso está dirigido a niños. Para sorpresa de este, Homer obtiene el primer premio. Los aplausos y ovaciones de los asistentes terminan de desequilibrar a Grimes, que deambula enloquecido por la planta. Afirma ser Homer Simpson y que como tal no debería necesitar preocuparse por trabajar eficientemente, seguir los reglamentos o tomar medidas de seguridad. En esta situación, afirma no necesitar guantes de seguridad para tocar unos cables de alta tensión en la pared, lo cual intenta demostrar gráficamente, muriendo electrocutado inmediatamente. 
Durante el funeral de Grimes, Homer se queda dormido y le pide a Marge entre sueños que cambie de canal de televisión. Este olvida dónde se encuentra y estaba y confunde el obituario leído por el reverendo Lovejoy con un programa televisivo; lo cual provoca las risas de los presentes mientras el ataúd desciende.

## Producción
El objetivo del equipo de Oakley y Weinstein era crear varios episodios en cada temporada que «forzaran el entorno conceptual de la serie». La idea para Homer's Enemy fue concebida por Bill Oakley, que pensaba que Homer debía tener un enemigo. La idea evolucionó a un concepto sobre un compañero de trabajo «más cercano al mundo real» que debería amar u odiar a Homer. Los guionistas eligieron esta última porque creían que tendría resultados más divertidos. El resultado fue el personaje de Grimes, un hombre que ha tenido que trabajar duro toda su vida sin conseguir ningún logro y que por ello se siente consternado y amargado por el éxito de Homer y la vida cómoda que lleva a pesar de su pereza e ignorancia inherente.
Homer's Enemy explora las posibilidades cómicas de un personaje realista con una firme ética laboral situado junto a Homer en su entorno de trabajo. En el episodio, Homer es descrito como un hombre normal y corriente. Sin embargo, en algunas escenas se resaltan sus características negativas y estupidez.
Al final del episodio, Grimes, que es muy trabajador, perseverante y un «verdadero héroe americano», es relegado a un papel antagonista; se pretendía que el telespectador estuviera contento porque Homer saliera victorioso. En una entrevista para el sitio web de seguidores de Los Simpson NoHomers.net Josh Weinstein dijo:

Queríamos hacer un episodio donde el pensamiento fue «¿Qué pasaría si una persona normal, de la vida real, tuviera que entrar en el universo de Homer y tratar con él?» Sé que este episodio es controvertido y polémico, pero me encanta. Realmente se siente como lo que pasaría si una persona real, una persona sin humor tuviera que tratar con Homer. Hubo algunos [en NoHomers.net] que hablaron acerca del final del episodio, que únicamente hicimos eso porque (1) no deja de ser divertida e impactante, (2) nos gusta la lección de «a veces, simplemente no se puede ganar». Todo el episodio de Frank Grimes es un estudio de la frustración y, por lo tanto, Homer tiene la última carcajada y (3) hemos querido mostrar que en la vida real, el ser como Homer Simpson podría ser realmente peligroso y pone en riesgo la vida, como aprendió tristemente Frank Grimes.

Frank Grimes fue inicialmente diseñado como un «corpulento ex-marine con el pelo rapado», pero más tarde sería modelado como Michael Douglas en la película Un día de furia y el compañero de habitación en la universidad del director del episodio, Jim Reardon. Josh Weinstein ha expresado su pesar por la muerte de Frank Grimes después de un único episodio, describiéndolo como "un personaje increíble".

## Reparto

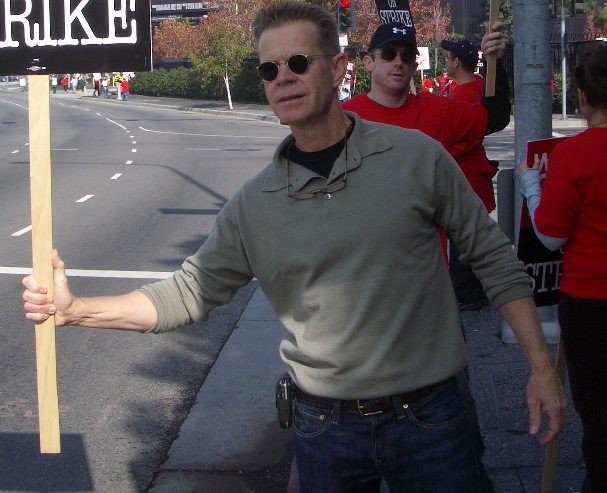
William H. Macy, en quien se basó Hank Azaria para interpretar al personaje de Frank Grimes.

Hank Azaria interpretó la voz de Frank Grimes, aunque el papel de personajes que aparecen una única vez en la serie normalmente ha sido realizado por una estrella invitada. Los productores decidieron que Azaria era más adecuado porque el papel implicó mucha frustración y requirió un conocimiento extenso de la serie. Azaria, que pensaba que el papel debía haber sido interpretado por William H. Macy, modeló muchas de las peculiaridades de Grimes a partir de Macy.
En el doblaje en Hispanoamérica, la voz de Frank Grimes fue interpretada por Carlos Becerril.

## Recepción

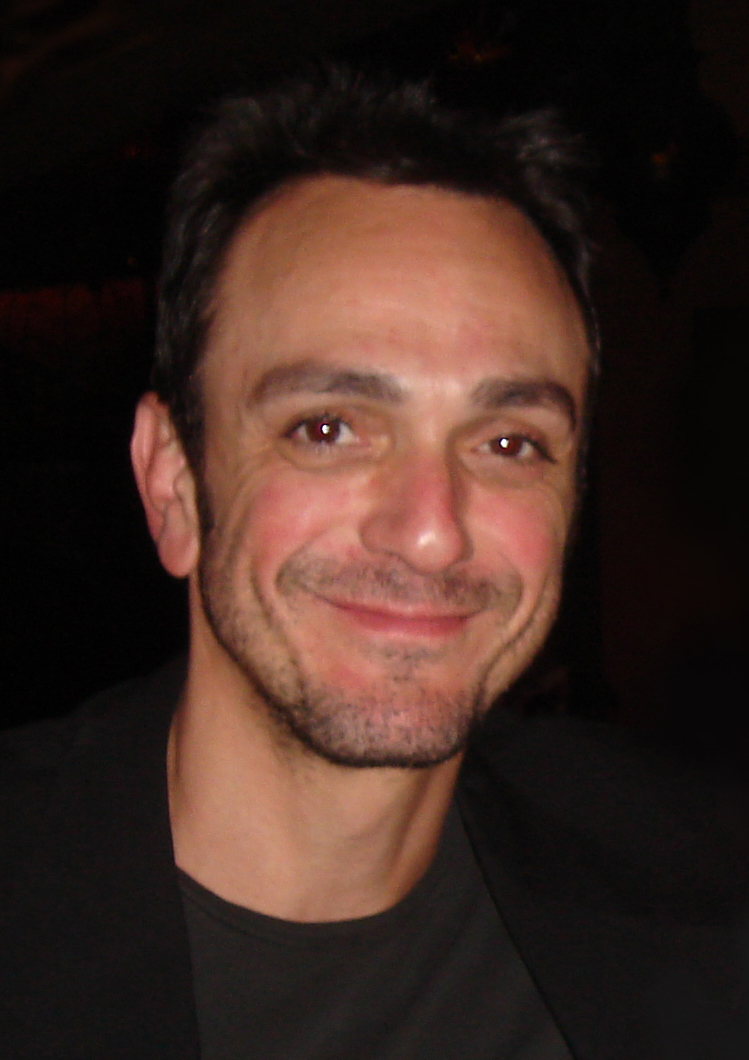
Hank Azaria, que interpretó a Frank Grimes en este episodio.

Warren Martyn y Adrian Wood, autores de I Can't Believe It's a Bigger and Better Updated Unofficial Simpsons Guide, describen el episodio como "uno de los episodios más oscuros de la serie [que] acaba en una verdadera depresión, sin embargo es también uno de los más ingeniosos e inteligentes en años". En un artículo del año 2000 de la revista Entertainment Weekly, Matt Groening lo consideró su sexto episodio preferido de Los Simpsons. Es uno de los favoritos de Josh Weinstein, quien cita la escena en la que Grimes visita la casa de la familia Simpson como una de sus favoritas, mientras que el creador de la serie británica The Office, Ricky Gervais, lo ha calificado como «el episodio más completo».
Tras la primera emisión del episodio, muchos seguidores de la serie lo consideraron oscuro y poco divertido y que los defectos de Homer eran retratados de una forma exagerada. Como resultado, fue catalogado con un B- (2,51) en The Simpsons Archive. En los comentarios de los DVD de Los Simpson, Josh Weinstein considera al episodio como uno de los más polémicos de las temporadas en las que él participó, ya que implica un humor de observación aguda que muchos seguidores de la serie «no entendieron». Weinstein también habla de una "brecha generacional", el episodio fue muy criticado al principio por los espectadores de la serie, pero desde entonces se ha convertido en un favorito entre los seguidores que crecieron con la serie.
En 2006, IGN.com publicó su lista de los 25 mejores personajes secundarios de Los Simpson en la que situaban a Frank Grimes en el puesto 17, siendo el único personaje de la lista que ha aparecido una única vez en la serie. En 2007, la revista Vanity Fair nombró a Homer's Enemy el séptimo mejor episodio de Los Simpson. John Orvted dijo que era «el episodio más oscuro... Verlo [a Grimes] fracasar y finalmente ser destruido una vez que entra en el mundo de Homer es muy divertido y satisfactorio».